# Unær operator
 Der er for få eller ingen kildehenvisninger i denne artikel, hvilket er et problem. Du kan hjælpe ved at angive troværdige kilder til de påstande, som fremføres i artiklen.

En unær operator eller monadisk operator er indenfor matematik en operator med kun en operand.
Den formentlig kendteste unære operator er fakultetsoperatoren "!" for de naturlige tal, såsom i 5! (=5*4*3*2*1=120). Logisk negation er et eksempel på en unær operator på sandhedsværdien - og kvadrering er en unær operation over de reelle tal. En unær operator på mængden S er kun en funktion S → S.